# Cophura daphne
Cophura daphne är en tvåvingeart som beskrevs av Pritchard 1943. Cophura daphne ingår i släktet Cophura och familjen rovflugor. Inga underarter finns listade i Catalogue of Life.